# Toxotes jaculatrix
Toxotes jaculatrix is een straalvinnige vissensoort uit de familie van schuttersvissen (Toxotidae). De wetenschappelijke naam van de soort is voor het eerst geldig gepubliceerd in 1767 door Pallas.